# The Empty Bottle

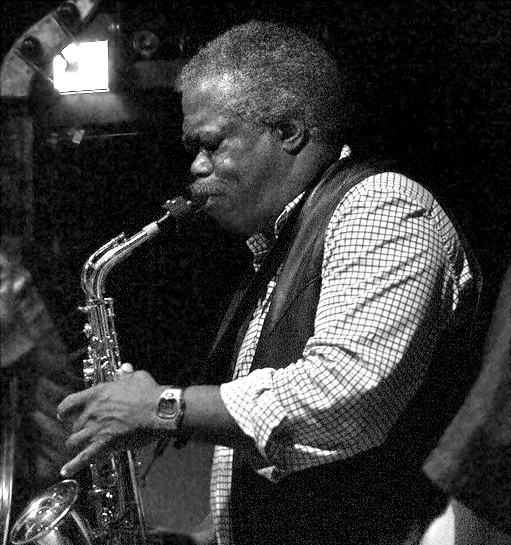
Joe McPhee in The Empty Bottle (2004)

The Empty Bottle ist ein Musik-Veranstaltungsort in Chicago.
Der Veranstaltungsort Empty Bottle (1035 N. Western Avenue, zwischen Cortez Street und Thomas Street) wurde 1992 von Bruce Finkelman gegründet und bietet an sieben Tagen der Woche ein Programm aus den Bereichen des Folk, Jazz, der improvisierten Musik, Rock-, Noise-, Experimental- und Elektronischen Musik. Im Empty Bottle wurden u. a. Aufnahmen von Fred Anderson, Peter Brötzmann, Rob Brown/Andrew Barker, John Fahey, Cor Fuhler/Jim O’Rourke, Georg Gräwe/Evan Parker, Joe McPhee, John Butcher, Paul Rutherford, Irène Schweizer und Ken Vandermark mitgeschnitten.